# Bruno Bonnell
Bruno Bonnell (ur. 6 października 1958 w Algierze) – francuski przedsiębiorca i producent gier komputerowych, współtwórca i długoletni CEO przedsiębiorstwa Infogrames, a także polityk.

## Życiorys
Urodził się w Algierii Francuskiej, w 1966 osiedlił się w Lyonie. Kształcił się w zakresie inżynierii chemicznej w CPE Lyon i ekonomii stosowanej na Université Paris-Dauphine.
W 1982 pracował w koncernie Thomson nad komputerem TO7. W 1983 współtworzył Infogrames, przedsiębiorstwo zajmujące się produkcją gier komputerowych. Od tegoż roku do 2007 pełnił w nim funkcję dyrektora generalnego. W okresie jego kierownictwa firma wydała m.in. Alone in the Dark. Stopniowo przekształciła się w holding, przejmując m.in. Hasbro Interactive. Od 1999 był jednocześnie prezesem Atari. Po odejściu z branży komputerowej zajął się robotyką w ramach własnego przedsiębiorstwa Robopolis. W 2012 został przewodniczącym rady dyrektorów szkoły biznesowej Emlyon Business School.
Zaangażował się w działalność polityczną w ugrupowaniu En Marche!, a także w kampanię prezydencką Emmanuela Macrona, został kandydatem tego środowiska politycznego w wyborach parlamentarnych. W wyniku głosowania uzyskał mandat posła do Zgromadzenia Narodowego XV kadencji. W 2019 objął funkcję wiceprzewodniczącego Ruchu Radykalnego, Społecznego i Liberalnego.
Odszedł z parlamentu w 2022; w tymże roku prezydent Emmanuel Macron powołał go na koordynatora planu inwestycyjnego France 2030.

## Odznaczenia
Odznaczony Legią Honorową V klasy oraz Orderem Narodowym Zasługi V klasy.